# Özdemir Pacha
 (mai 2021).
Si vous disposez d'ouvrages ou d'articles de référence ou si vous connaissez des sites web de qualité traitant du thème abordé ici, merci de compléter l'article en donnant les références utiles à sa vérifiabilité et en les liant à la section « Notes et références ».

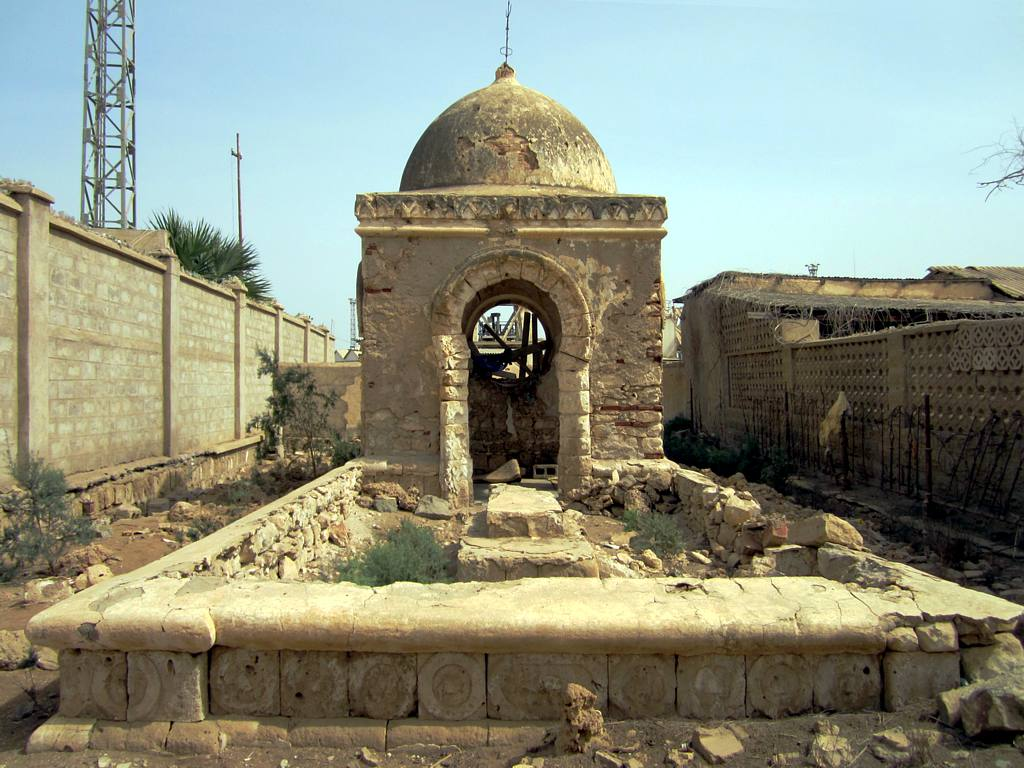
Cimetière de Cheikh Durbush, où se trouve la tombe d'Özdemir Pacha

Özdemir Pacha est un officier du Sultanat mamelouk d'Égypte né dans une famille tcherkesse originaire du Daghestan. Comme le reste de la classe dirigeante des mamelouks, il passe au service de l'Empire ottoman lors de la conquête de l'Égypte par Sélim Ier en 1517.
Sous les ordres du beylerbey ottoman Hadim Suleiman Pacha, il participe en 1538 aux expéditions navales ottomanes dans l'océan Indien contre les Portugais. En 1545, il est nommé gouverneur du Yémen ottoman. Il combat l'imam des zaïdites Al-Moutawakkil Yahya Charafeddine (en) et s'empare de 7 forteresses dont celle de Sanaa.
En 1549, il se rend à Constantinople et présente au sultan Soliman le Magnifique un plan pour conquérir les pays de la mer Rouge et empêcher les incursions des Portugais. En 1555, le sultan l'autorise à lever une armée de 30 000 hommes en Égypte et dans les autres provinces.
Entre 1549 et 1554, il est gouverneur (beylerbey) du Yémen.
Entre 1556 et 1559, Özdemir Pacha conquiert les deux rives du détroit de Bab-el-Mandeb, attaque le fort portugais de Zeilah et occupe Massawa (en 1557) qui devient la capitale d'une nouvelle province, l'Habesh (Abyssinie), comprenant des parties de l'Érythrée et de la Somalie actuelles. Il conclut une alliance avec le sultan musulman d'Adal Barakat ibn Omar Dine (en).
Il meurt en 1561 ou 1562 à Sanaa. Dix ans après sa mort, ses restes sont transférés à Massawa.
Son fils, Özdemiroğlu Osman Pacha (1526-1585), sera grand vizir en 1584-1585.